# Buber-Rosenzweig-Medaille
De Buber-Rosenzweig-Medaille is een Duitse onderscheiding die sinds 1968 jaarlijks wordt toegekend aan personen, instellingen of initiatieven die een actieve bijdrage hebben geleverd aan de christelijk-joodse dialoog. De decoratie, waaraan geen geldbedrag is verbonden, is ingesteld ter nagedachtenis aan de godsdienstfilosoof en pedagoog Martin Buber (1878-1965) en de theoloog Franz Rosenzweig (1886-1929). De onderscheiding wordt verleend door de Deutsche Koordinierungsrat der Gesellschaften für Christlich-Jüdische Zusammenarbeit (DKR), waarbij 44 organisaties zijn aangesloten.
In 2006 werd de Buber-Rosenzweig-Medaille toegekend aan de Nederlandse schrijver Leon de Winter. Eerdere ontvangers waren onder andere de Duitse oud-minister van Buitenlandse Zaken Joschka Fischer, de voormalige Duitse bondspresidenten Johannes Rau en Richard von Weizsäcker, de schrijvers Isaac Bashevis Singer en Friedrich Dürrenmatt, de dirigent Daniel Barenboim en de violist Yehudi Menuhin. In 1998 werd de prijs verleend aan Lea Rabin, de weduwe van de in 1995 vermoorde Israëlische politicus Yitzchak Rabin en in 2010 aan de architect Daniel Libeskind.
De Buber-Rosenzweig-Medaille 2012 werd toegekend aan de Duitse theoloog en voorzitter van de evangelisch-lutherse kerk, Nikolaus Schneider.

## Onderscheidenen
- 1968 Friedrich Heer en Friedrich-Wilhelm Marquardt
- 1969 Ernst Simon
- 1970 Eva Reichmann en Robert Raphael Geis
- 1971 Kurt Scharf
- 1972 Antonius Cornelis Ramselaar
- 1973 Helmut Gollwitzer
- 1974 Hans G. Adler
- 1975 George Appleton en Laurentius Klein
- 1976 Ernst-Ludwig Ehrlich
- 1977 Friedrich Dürrenmatt
- 1978 Grete Schaeder en Albrecht Goes
- 1979 Manès Sperber en James Parkes
- 1980 Eugen Kogon en Gertrud Luckner
- 1981 Isaac Bashevis Singer
- 1982 Schalom Ben-Chorin
- 1983 Helene Jacobs
- 1984 Siegfried Theodor Arndt en Helmut Eschwege
- 1985 Franz Mußner
- 1986 Heinz Kremers
- 1987 Neve Shalom, een vredesdorp in Israël
- 1988 Studium in Israel, een Duits beursprogramma voor theologiestudenten
- 1989 Yehudi Menuhin
- 1990 Charlotte Petersen
- 1991 Leo Baeck Education Center, Haifa
- 1992 Hildegard Hamm-Brücher en Annemarie Renger
- 1993 Aktion Sühnezeichen Friedensdienste
- 1994 Jakob Petuchowski en Clemens Thoma
- 1995 Richard von Weizsäcker
- 1996 Franklin Hamlin Littell en Joseph Walk
- 1997 Hans Koschnick
- 1998 Lea Rabin
- 1999 Henryk Muszyński
- 2000 Johannes Rau
- 2001 de Europese vereniging Scholen zonder Racisme
- 2002 Edna Brocke, Rolf Rendtorff en Johann Baptist Metz
- 2003 Joschka Fischer
- 2004 Daniel Barenboim
- 2005 Peter von der Osten-Sacken
- 2006 Leon de Winter en de Duitse vereniging Gesicht zeigen!
- 2007 Esther Schapira en Georg M. Hafner
- 2008 Stef Wertheimer
- 2009 Erich Zenger
- 2010 Daniel Libeskind
- 2011 Navid Kermani
- 2012 Nikolaus Schneider
- 2013 Mirjam Pressler en Fritz Bauer Institut, een studie- en documentatiecentrum voor de geschiedenis en doorwerking van de holocaust te Frankfurt am Main
- 2014 György Konrád